# Salix myrsinites
Salix myrsinites L. è una pianta della famiglia delle Salicaceae.

## Descrizione
Arbusto dalle ridotte dimensioni in genere non supera i 50 centimetri, con rami contorti e nodosi prostrati o eretti; i rami giovani, come le gemme, sono vellutati, successivamente diventano lisci; le foglie quasi prive di picciolo, sono ovoidali-ellittiche, quasi lanceolate e acute all'apice, con margine intero o dentato, percorse da nervature fittamente reticolate, di colore verde, lisce o lanuginose. 
Gli amenti peduncolati sono di forma cilindrica e allungata, con i singoli fiori portati all'ascella di piccole squame vellutate di colore porpora scuro; fiori con due stami liberi con antere violaceo-porporino o brunastre; il frutto è una capsula conica, pelosa o liscia, quasi sessile, contenente numerosi semi pelosi minuscoli.